# Crawfish Interactive
Crawfish Interactive Ltd. – brytyjski wydawca i producent gier komputerowych z siedzibą w Wielkiej Brytanii. Firma została założona w marcu 1997 roku.

## Gry wydane przez Crawfish Interactive
- Ballistic: Ecks vs. Sever
- Cruis'n Exotica
- Disney's Peter Pan: Return to Never Land
- Driver
- Ecks vs. Sever
- ECW Hardcore Revolution
- Ed, Edd n Eddy: Jawbreakers
- Godzilla: The Series
- LEGO Island 2: The Brickster's Revenge
- Mary-Kate & Ashley: Get a Clue!
- Maya the Bee & Her Friends
- Ready 2 Rumble Boxing
- Ready 2 Rumble Boxing: Round 2
- Robot Wars: Advanced Destruction
- Street Fighter Alpha 3
- Superman: Countdown to Apokolips
- Tom Clancy’s Rainbow Six
- WWF Attitude
- X-Men: Mutant Academy

## Gry skonwertowane przez Crawfish Interactive
- Bust-A-Move 2: Arcade Edition
- Bust-A-Move 4
- Defender of the Crown
- Disney's Aladdin
- Space Invaders
- Speedball 2: Brutal Deluxe
- Street Fighter Alpha: Warriors' Dreams
- The Three Stooges
- Wings